# Etterbeek
Etterbeek  er en af de 19 kommuner i Belgien som udgør hovedstadsregionen Bruxelles. Kommunen ligger i den østlige del af regionen. Den grænser til Ixelles mod vest, Auderghem mod syd, Woluwe-Saint-Pierre og Woluwe-Saint-Lambert mod øst, samt til Bruxelles Kommune mod nord. Som alle kommuner i Bruxelles-regionen er den lovmæssigt tosproget (fransk-hollandsk). Den hedder Etterbeek på begge sprog, men med forskellig udtale.
Pr. 1. januar 2025 havde kommunen 49.131 indbyggere. Det samlede areal var 3,2 km2, og befolkningstætheden 15.478/km2.